# Bill Borcher
William J. Borcher (International Falls, Minnesota, 1919. július 12. – Coos Bay, Oregon, 2003. április 6.) amerikai kosárlabdaedző és amerikaifutball-játékos. 1951 és 1956 között az Oregon Webfoots férfikosárlabda-vezetőedzője volt.

## Fiatalkora
1937-ben érettségizett a North Bend-i Középiskolában, ahol amerikai futballozott és kosárlabdázott. Később a Sacramento Junior College kosárlabdázója lett, majd az Oregon Webfootsnál Howard Hobson alatt két szezonban játszott; 193 centiméteres magassága miatt center és forward volt. 1941-ben egy szezonig a Webfoots amerikaifutball-csapatának end pozíciójában játszott. A második háborúban a haditengerészetben szolgált.

## Vezetőedzőként
1945 és 1961 között a Marshfield Középiskola vezetőedzője volt. 1947-ben a csapat kijutott az állami bajnokságra, ugyanezen évben Borcher pedig megalapította az Oregon Jazz Bandet. 1951-től az Oregon Webfoots vezetőedzője lett, 1956-ban mondott le.

## Dzsesszfesztivál
Edzői pályafutása után az Oregon Jazz Band tagja maradt. Doktori fokozatát 1964-ben szerezte tanárképző szakon az Oregoni Egyetemen, ezután az American River College munkatársa volt, majd 1972-ben megalapította a Sacramento Jazz Jubilee-t, a világ legnagyobb dzsesszfesztiválját.
2001-ben a North Bend-i Középiskola, majd 2003-ban posztumusz a Marshfield Középiskola dicsőségcsarnokának tagja lett.

## Eredményei vezetőedzőként
| Szezon                                     | Eredmény                                   | Eredmény                                   | Helyezés                                   |
| Szezon                                     | Összesen                                   | Konferencia                                | Helyezés                                   |
| Oregon Webfoots (Pacific Coast Conference) | Oregon Webfoots (Pacific Coast Conference) | Oregon Webfoots (Pacific Coast Conference) | Oregon Webfoots (Pacific Coast Conference) |
| ------------------------------------------ | ------------------------------------------ | ------------------------------------------ | ------------------------------------------ |
| 1951–52                                    | 14–16                                      | 8–8                                        | 3.                                         |
| 1952–53                                    | 14–14                                      | 8–8                                        | T–2.                                       |
| 1953–54                                    | 17–10                                      | 9–7                                        | T–2.                                       |
| 1954–55                                    | 13–13                                      | 8–8                                        | 2.                                         |
| 1955–56                                    | 11–15                                      | 5–11                                       | T–6.                                       |
| Eredmény:                                  | 69–68                                      | 38–42                                      | –                                          |

## Fordítás
- Ez a szócikk részben vagy egészben  a   Bill Borcher című angol Wikipédia-szócikk ezen változatának fordításán alapul.  Az eredeti cikk szerkesztőit annak laptörténete sorolja fel. Ez a jelzés csupán a megfogalmazás eredetét és a szerzői jogokat jelzi, nem szolgál a cikkben szereplő információk forrásmegjelöléseként.